# Zagros-Maushamster
Der Zagros-Maushamster (Calomyscus bailwardi) ist eine Nagetierart aus der Gattung und der Familie der Maushamster (Calomyscus, Calomyscidae). Er kommt im Iran vor. Das Artepitheton ehrt den britischen Armeeoffizier und Tiersammler Arthur Charles Bailward (1855–1923).

## Merkmale
Der Zagros-Maushamster erreicht eine Kopf-Rumpf-Länge von 80 bis 92 mm, eine Schwanzlänge von 81 bis 92 mm und eine Ohrenlänge von 18 bis 20 mm. Die Hinterfußlänge beträgt 19 bis 22 mm und das Gewicht 17 bis 22 g. Die Schwanzlänge ist etwas größer als die Kopf-Rumpf-Länge.  Der Kopf ist sandfarben und etwas heller als der Rücken. Der Bauch ist reinweiß mit einer scharfen Abgrenzung zur sandfarbenen Behaarung der Flanken. Von den Wangen bis nahezu vor die Augen erstreckt sich eine weiße Behaarung. Die Oberseite der Füße ist weiß. Der zweifarbige Schwanz ist grau-sandfarben an der Oberseite und weiß an der Unterseite. Die unbehaarten Ohren sind hell graubraun mit kleinen weißen Flecken an der Basis. Der kleine, schmale Schädel hat eine Länge von 22,4 bis 23,7 mm und eine Breite von 12,2 bis 13,2 mm. Der erste Molar ist breiter als bei den meisten anderen Arten der Maushamster.

## Systematik
Alle gegenwärtig anerkannten Arten der Maushamster mit Ausnahme des Urartu-Maushamsters (Calomyscus urartensis) wurden ursprünglich als Unterarten des Zagros-Maushamsters betrachtet. Diese Einschätzung basierte auf geringen Unterschieden in der Morphologie und der Färbung innerhalb der Taxa. Die Erhebung in den Artstatus basierte ursprünglich auf Unterschieden im Karyotyp. Bei weiteren Analysen wurde dies durch morphometrische und molekulare Analysen unterstützt. Sechs unterschiedliche Karyotypen, fünf davon stammen aus verschiedenen Provinzen, wurden für Calomyscus bailwardi ermittelt. Exemplare, die in der Nähe der Terra typica in der Provinz Chuzestan gesammelt wurden, haben einen Karyotyp mit einer Diploidanzahl von 2n=46 und eine Anzahl der Autosomenarme von NFa=44. Bei Exemplaren, die aus dem nordwestlichen Zāgros-Gebirge stammen, beträgt der Karyotyp 2n=37 und die Anzahl der Autosomenarme NFa=40. Vom südlichen Zagrosgebirge sind Maushamster mit einem Karyotyp von 2n=52 sowie mit einer Anzahl der Autosomenarme von NFa=56 bekannt. In den Provinzen Kerman und Fars kommen Exemplare mit dem Karyotyp 2n=50 und einer Anzahl der Autosomenarme von NFa=48 beziehungsweise NFa=50 vor.

## Lebensraum
Der Zagros-Maushamster bewohnt trockene Hügel, Kammlinien und Talflanken, häufig mit großen Felsbrocken und dürftiger Vegetation. Die xerophile Vegetation umfasst Grasbüschel, Disteln und Vertreter der Flockenblumen (Centaurea). Der Zagros-Maushamster ist auch häufig an Felswänden in der Umgebung von Getreidefeldern zu finden.

## Lebensweise
Der Zagros-Maushamster ernährt sich wahrscheinlich von Grassamen, einschließlich Trespen (Bromus) und Distelblüten, die er in geringen Mengen unter Felsvorsprüngen findet. Juvenile Zagros-Maushamster mit Körpergewichten von 7 bis 16 g wurden im späten April und im frühen Mai im südlichen Zagrosgebirge gesammelt. Säugende Weibchen, mit je vier Zitzen, und zusätzlich ein Weibchen mit einer vergrößerten Gebärmutter, wurden im Dezember gefunden. Aufgrund der bekannten Daten wird eine Wurfgröße von zwei bis vier Jungen angenommen.

## Status
Laut IUCN gilt der Bestand des Zagros-Maushamsters als nicht gefährdet.